# اکاترینا آورامووا

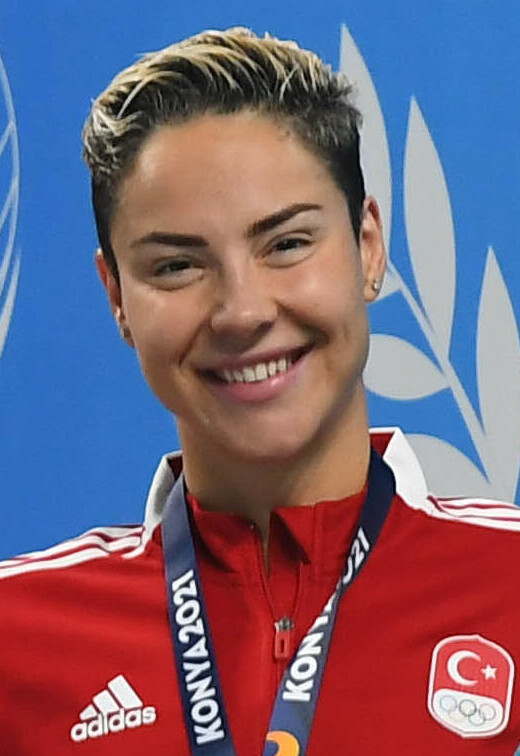
اکاترینا آورامووا

اکاترینا آورامووا (بلغاری: Екатерина Аврамова؛ زادهٔ ۱۲ نوامبر ۱۹۹۱) ورزشکار ورزش شنا اهل بلغارستان است. وی در مسابقات کشوری و بین‌المللی در مجموع برندهٔ ۲ مدال برنز شده‌است.